# Basingstoke Town FC
Basingstoke Town FC är en engelsk fotbollsklubb i Basingstoke, grundad 1896. Hemmamatcherna spelas på The Camrose som är uppkallad efter Lord Camrose. Klubbens smeknamn är The Dragons eller The Stoke. Klubben spelar sedan säsongen 2019/2020 i Southern Football League Division One South.

## Historia
Klubben bildades 1896 genom en sammanslagning av Aldworth United och Basingstoke Albion. 1912 och 1920 vann man Hampshire League North Division, men sedan fick man vänta tills 1966 innan några större framgångar kom. Mellan 1966 och 1971 vann man eller kom som sämst tvåa, 1971 vann man "dubbeln" genom att vinna både ligan och Hampshire Senior Cup utan att förlora en enda match. Säsongen därpå gick man med i Southern Football League Division One South. Det tog sedan 14 år innan man vann en titel igen, Southern Football League Southern Division 1985. Säsongen 1987/88 gick man med i Isthmian League Premier Division och de kommande 17 åren åkte man jojo mellan Premier Division och Division One, men man hann även med att vinna Hampshire Senior Cup två gånger.
Basingstoke kvalificerade sig inte för sin plats i nyligen startade Conference South 2004/05, utan de fick Hendons plats när de tackade nej. Detta då de var den klubb som närmast efter Hendon i Isthmian League Premier Division den säsongen.

## Meriter
- Southern Football League South Division: 1984/85
- Hampshire League North Division: 1911/12, 1919/20
- Hampshire League Division One: 1967/68, 1968/69, 1970/71
- Hampshire Senior Cup: 1970/71, 1989/90, 1995/96

## Rekord
- Flest mål: Paul Coombs – 164 1991–99
- Största vinst: 10–0 mot Chichester City United, FA-cupen första kvalomgången 1976
- Största förlust: 0–8 mot Aylesbury United, Southern League 1979
- Största hemmapublik: 5 085 mot Wycombe Wanderers, FA-cupen första omgången november 1997
- Största hemmapublik i ligan: 2 810 mot Aldershot Town, december 1998